# 281880 Wuweiren
281880 Wuweiren este o planetă minoră (asteroid), cu un diametru de 5,068 km, din Outer Main Belt⁠(d). A fost descoperită pe 16 august 2007 la Experimental Test Site⁠(d) de  și a fost numită după Wu Weiren⁠(d). 
Obiectul prezintă o orbită caracterizată de o semiaxă mare de 3,2069400210454 UAi, o excentricitate de 0,12675574298677, o înclinație de 17,212009666665 ° în raport cu ecliptica.